# Entre bateas
Entre bateas és una pel·lícula dirigida per Jorge Coira i estrenada el 2002. És una coproducció en la que tant l'equip tècnic com l’artístic estan formats majoritàriament per gallecs.
Va ser la gran guanyadora en la primera edició dels Premis Mestre Mateo de l'audiovisual gallec, en la que va rebre els premis a la millor pel·lícula de televisió i el premi del públic. Va guanyar les categories de millor direcció i muntatge (Jorge Coira), actriu secundària (Rosa Álvarez), maquillatge i pentinat (Eva Fontenla i Trini Fernández), so (Piti Sanz), direcció artística (Marta Villar) i direcció de producció (Roberto Sinde).

## Argument
La pel·lícula narra el conflicte que té lloc a l'estuari d'Arousa entre els antics traficants de tabac i els nous narcotraficants a través de la història de Mario, un expert conductor de planadors i Sego, un vell amic seu que opta per passar-se al tràfic de droga. La trama es completa amb la relació entre Mario i la seva dona –que el deixa fart de la seva feina de contrabandista de tabac– i els conflictes entre les xarxes de narcotràfic

## Repartiments
- Miguel de Lira com Mario
- Pepo Suevos com Sego
- Nekane Fernández com Isabel
- Luísa Merelas com Catalina
- Xosé Manuel Olveira "Pico" com Veiga
- Julián Rodríguez com Mario neno
- Álvaro Caneda com Sego neno
- Tamara Canosa com Isabel nena
- Xulio Abonjo com Andrés
- Marcos Orsi com João
- Marco Aurelio González com Lourido
- Fernando Arcay com Rubio
- Cristina Espinosa com Susana
- Julio Lago com Castro
- Luís Iglesia com Xocas
- Celso Bugallo com Cura
- Manuel Lourenzo com Renato
- Alfonso Agra com Pare de Mario
- David Otero com David
- Toñito de Poi com Nando
- Adrián Fernández com Toño
- Alejandro Fernández com Andrés nen
- Piti Sanz com Venedor droga
- Xurxo Souto com Mariner 1
- Maxi Cid Ferro com Xefe buque nodriza
- Víctor Mosqueira com Mecánico SVA
- Marco Meere com Advocat
- Quico Cadaval com Guardia Civil 1
- Santi Prego com Guardia Civil 2
- Roberto Sinde com Guardia Civil 3
- Víctor Pose com Barman Discoteca
- Alberto Rolán com Noi Discoteca 1
- Rubén Mascato com Noi Discoteca 2
- Tino Rábade com Pare de Isabel
- Brais Álvarez com Net d'Andrún
- Rosa Álvarez com Eva
- Xosé Luís Bernal "Farruco" com Mestre
- Antonio Mourelos com Andrún
- Adrián Viador com Toño

## Guardons i nominacions
Premis Mestre Mateo
| Any  | Categoria                     | Receptor                                                                           | Resultat  |
| ---- | ----------------------------- | ---------------------------------------------------------------------------------- | --------- |
| 2002 | Millor director               | Jorge Coira                                                                        | Guanyador |
| 2002 | Millor actor                  | Pepo Suevos                                                                        | Nomenat   |
| 2002 | Millor actriu                 | Nekane Fernández                                                                   | Nomenat   |
| 2002 | Millor actor secundari        | Xosé Manuel Olveira "Pico"                                                         | Nomenat   |
| 2002 | Millor actriu secundària      | Rosa Álvarez                                                                       | Guanyador |
| 2002 | Millor actriu secundària      | Luísa Merelas                                                                      | Nomenat   |
| 2002 | Millor guió                   | Carlos Ares, Xosé Castro, Andrés Mahía, Raúl Dans, Daniel Domínguez i Chema Gagino | Guanyador |
| 2002 | Millor realitzador            | Chema Fernández                                                                    | Guanyador |
| 2002 | Millor film de televisió      | Costa Oeste – FORTA                                                                | Guanyador |
| 2002 | Millor direcció de producció  | Roberto Sinde                                                                      | Guanyador |
| 2002 | Millor direcció artística     | Marta Villar                                                                       | Guanyador |
| 2002 | Millor muntatge               | Jorge Coira e Guillermo Represa                                                    | Guanyador |
| 2002 | Millor banda sonora           | Piti Sanz                                                                          | Guanyador |
| 2002 | Millor so                     | Claudio Canedo                                                                     | Guanyador |
| 2002 | Millor maquillatge i pentinat | Eva Fontenla i Trini Fernández                                                     | Guanyador |